# 若斯兰
若斯兰（法語：Josselin，法語發音：[ʒɔslɛ̃] ⓘ），法国西北部城市，布列塔尼大区莫尔比昂省的一个市镇，隶属于蓬蒂维区，其市镇面积为4.48平方公里，2022年1月1日时人口数量为2,559人，在法国市镇中排名第4,339位（2022年）。
若斯兰位于莫尔比昂省东北部，乌斯特河畔，因同名城堡而闻名，是一个区域性的中心城市，多条公路在此交汇。

## 地名来源
“Josselin”一名出自波尔奥埃特的若斯兰，他常被认作是若斯兰的缔造者，该名称最初可能以“Goscelinus castellum”的形式被记载。
若斯兰所处区域历史上曾通行加洛语，并与布列塔尼语区有较为密切的来往，“Josselin”对应的布列塔尼语拼写为“Josilin”，当地的一所学校将开设布列塔尼语课程。
此外，因翻译标准不同，“Josselin”在部分汉语资料中又被译为若瑟兰。

## 历史

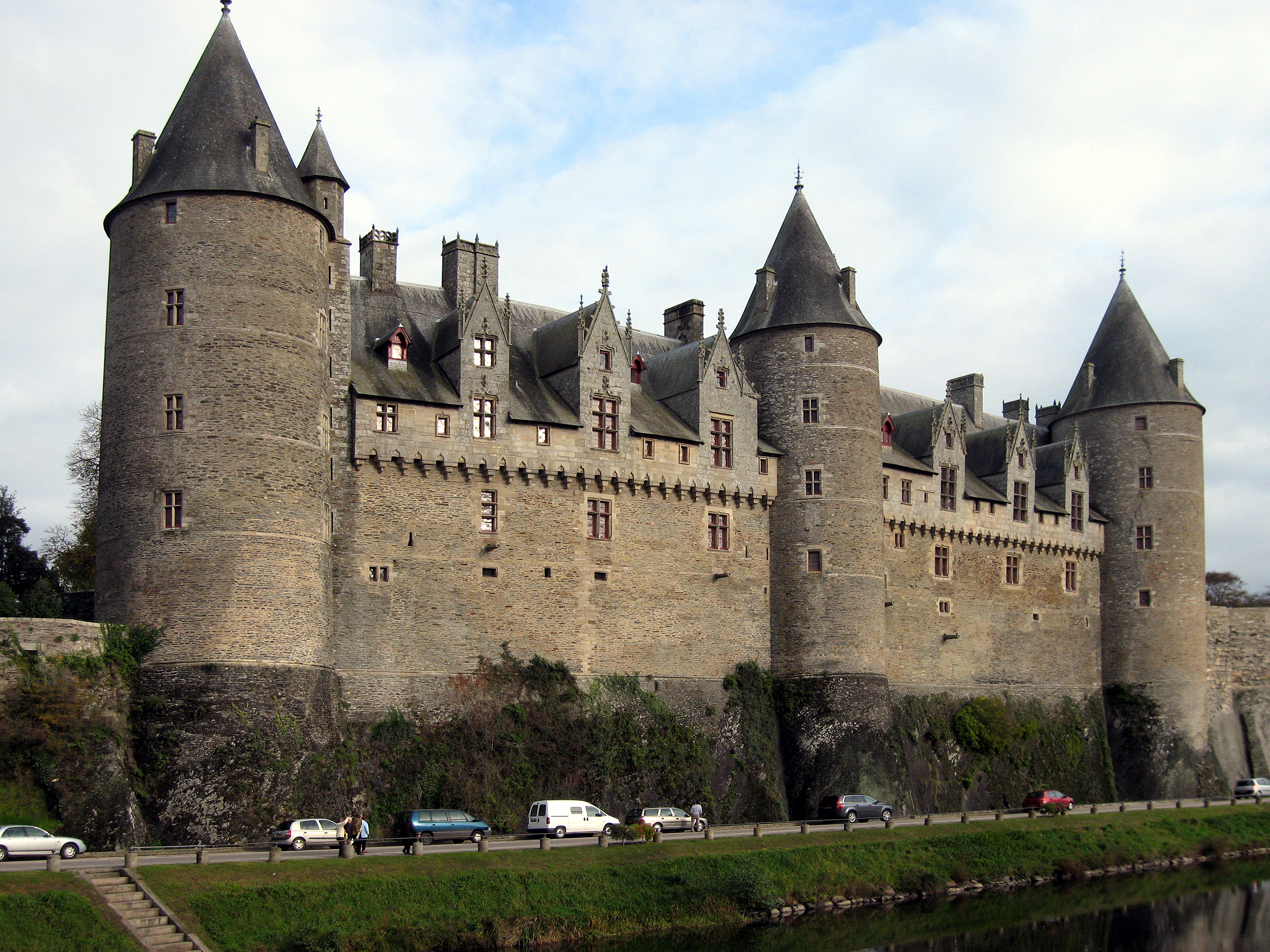
若斯兰城堡

若斯兰的早期历史尚不清楚。中世纪中期，布列塔尼王室旁系贵族波尔奥埃特的格特诺克获得了若斯兰地区的土地。公元1050年，格特诺克之子波尔奥埃特的若斯兰在此建造了一处修道院，后逐渐扩张为一处城堡，成为其家族宅邸，并由此建立了波尔奥埃特伯国。十二世纪时，波尔奥埃特家族的一支旁系通过联姻成为罗昂家族，后者在中世纪末获得布列塔尼公爵爵位。疯狂战争期间，弗朗索瓦二世曾要求死守若斯兰。十六世纪时，若斯兰商业得到发展，其商人和居民因地制宜就地取材，使用当地的木材和石料修建房屋建筑。法国大革命后，若斯兰成为莫尔比昂省的一个市镇，并自1793年起成为该省的一个县治。十九世纪时，途经若斯兰的南特—布雷斯特运河开凿建成。1977年，若斯兰被评选为“布列塔尼特色小城”。2014年，若斯兰县被撤销。

## 地理

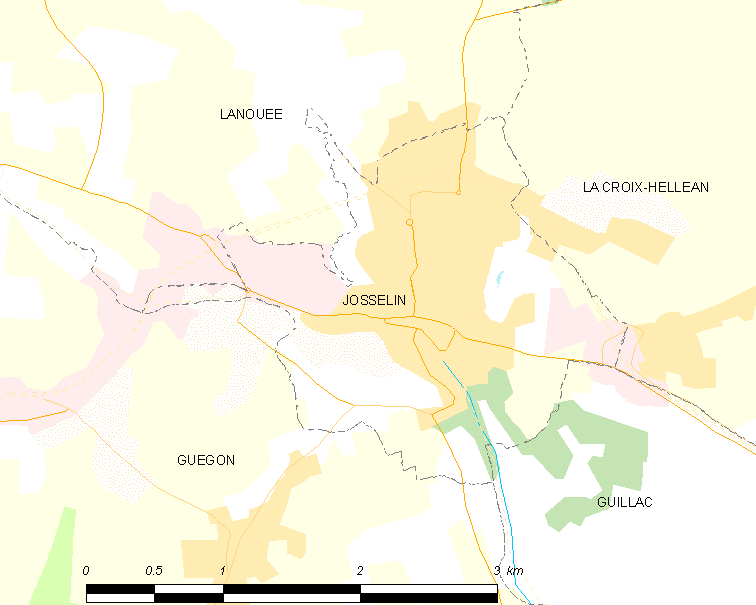
若斯兰市镇范围地图

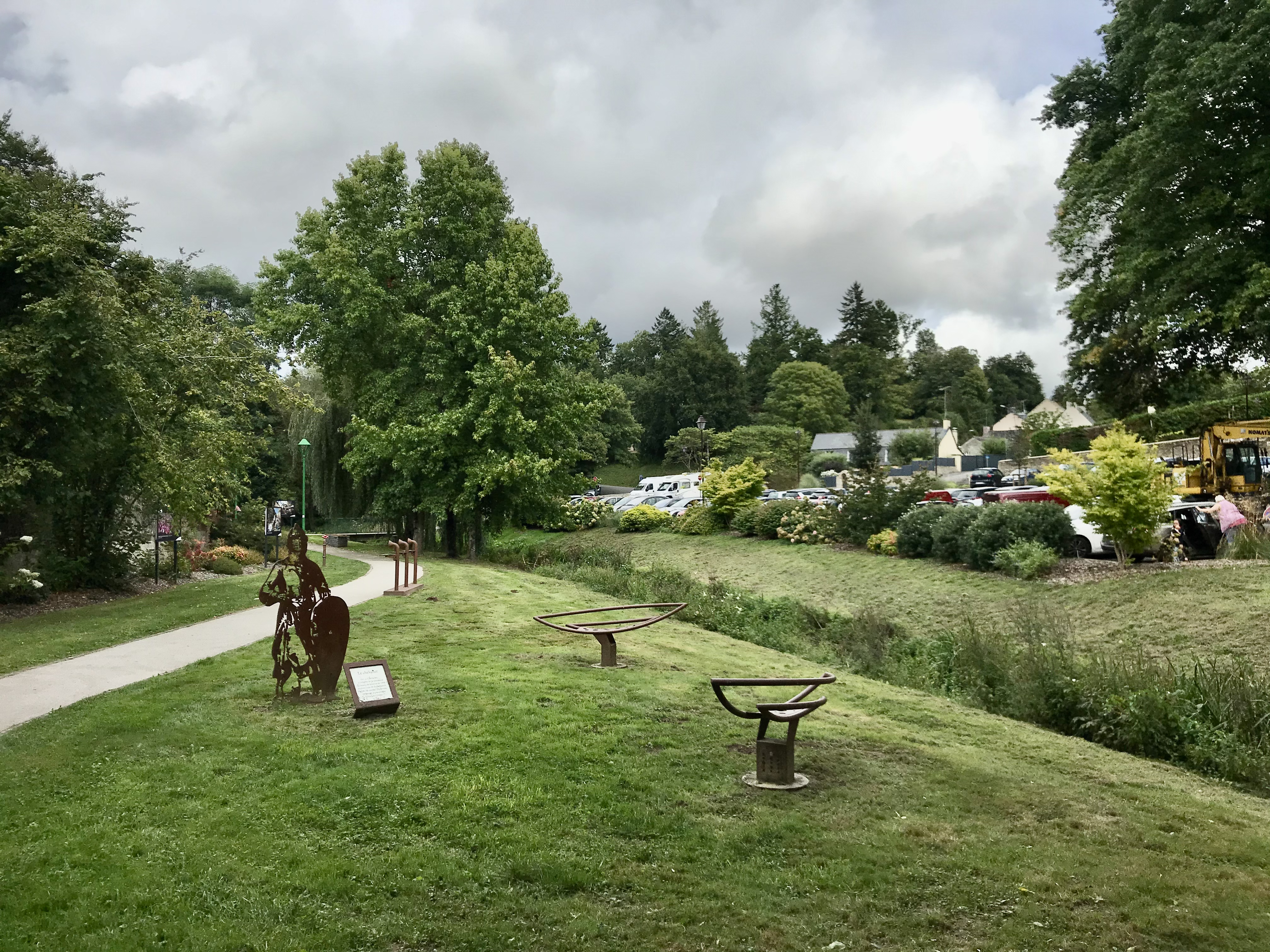
乌斯特河畔的一处绿地

若斯兰位于法国西北部，布列塔尼大区中南部和莫尔比昂省北部偏东，距离省会瓦讷大约41公里。与若斯兰接壤的市镇包括：福日德拉努埃、拉克鲁瓦埃莱昂、盖贡和吉亚克。

### 地形
若斯兰位于阿摩里卡丘陵腹地，境内以丘陵为主，市镇中心位于一处河谷地带，两侧为山地，高差明显，近现代城市发展亦扩张至北侧的山地地带，全境海拔在32到93米之间。

### 水文
乌斯特河自西向东流经若斯兰，其左岸支流克拉瑟河（Le Crasseux）在此与其交汇。

### 植被
若斯兰属于温带阔叶混交林区，林地多分布于河流附近及坡地地带，若斯兰城堡花园及乌斯特河右岸的塔尔花园（Jardin de Tard）是当地主要的城市绿地。
在鲜花城市的评比中，若斯兰被评为4星级（最高级）鲜花城市。

### 自然灾害
若斯兰的地震危险度等级为2级，属于低危险；氡辐射等级为1级，属于低危险。1982至2025年1月间，若斯兰境内共发生9次有记录的自然灾害，其中7次洪涝。

### 气候
若斯兰在柯本气候分类法中属于温带海洋性气候（Cfb）。

## 行政区划
若斯兰的市镇编号为56091，邮政编号为56120。
在行政管理方面，若斯兰隶属于法国布列塔尼大区莫尔比昂省蓬蒂维区；在地方选举方面，若斯兰隶属于普洛埃梅勒县，其市镇范围全境被划入莫尔比昂省第四选区；在社会管理方面，若斯兰是普洛埃梅勒市镇公共社区的组成部分。
截至2025年1月，若斯兰市镇范围内暂无任何城市敏感街区及城市政策优先街区。
法国国家统计与经济研究所（简称“INSEE”）在进行数据统计时，将若斯兰市镇单独设为若斯兰城市核心区，并将包括若斯兰在内的周边共4个市镇划为若斯兰城市辐射区。此外，INSEE还将若斯兰市镇整体看作一个“块区”（IRIS），以便于统计人口分布情况。

## 交通

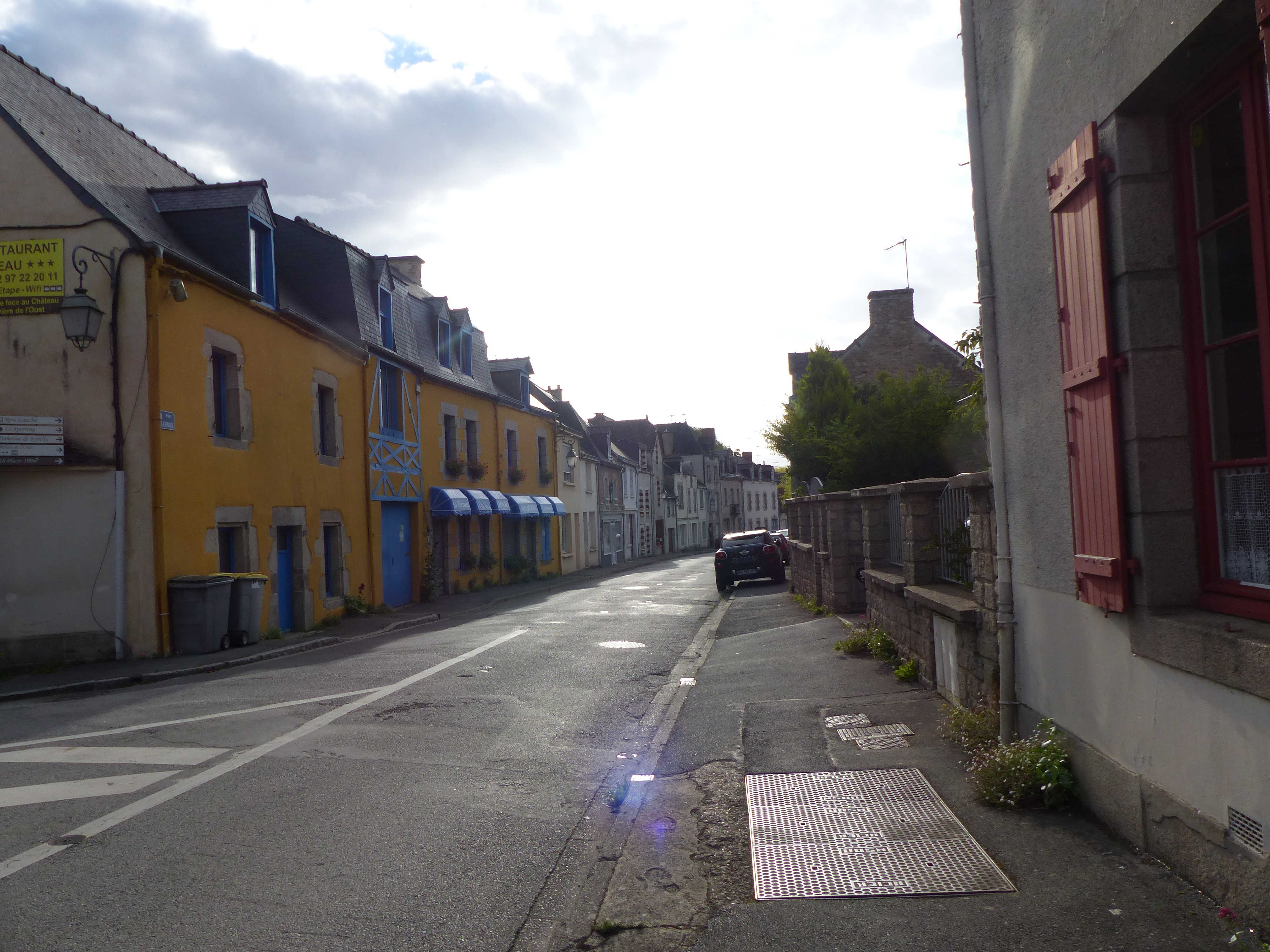
若斯兰镇中心的一条街道

### 公路
法国国道N24线及莫尔比昂省省道D4线、D126线、D129线、D724线和D793线在若斯兰境内交汇。布列塔尼大区城际客运（商业名称为“BreizhGo”）下属的“雷恩—蓬蒂维”城际巴士经过若斯兰，可直通雷恩、蓬蒂维及普洛埃梅勒。
2021年，65.3%的若斯兰家庭拥有至少一辆私人汽车。2023年，若斯兰境内共发生各类交通事故1起，造成1人重伤。
| 瓦讷 | 42 |

| 洛里昂 | 74 |

| 蓬蒂维 | 35 |

| 普洛埃梅勒 | 14 |

### 铁路
若斯兰距离瓦讷站大约40公里，该站停靠往返于巴黎和坎佩尔之间的高速列车，以及前往布雷斯特、南特和雷恩三个方向的区域列车。

### 航空
若斯兰距离雷恩机场的公路里程大约75公里。

### 城市公共交通
截至2025年1月，若斯兰暂无城市公共交通系统。

## 政治

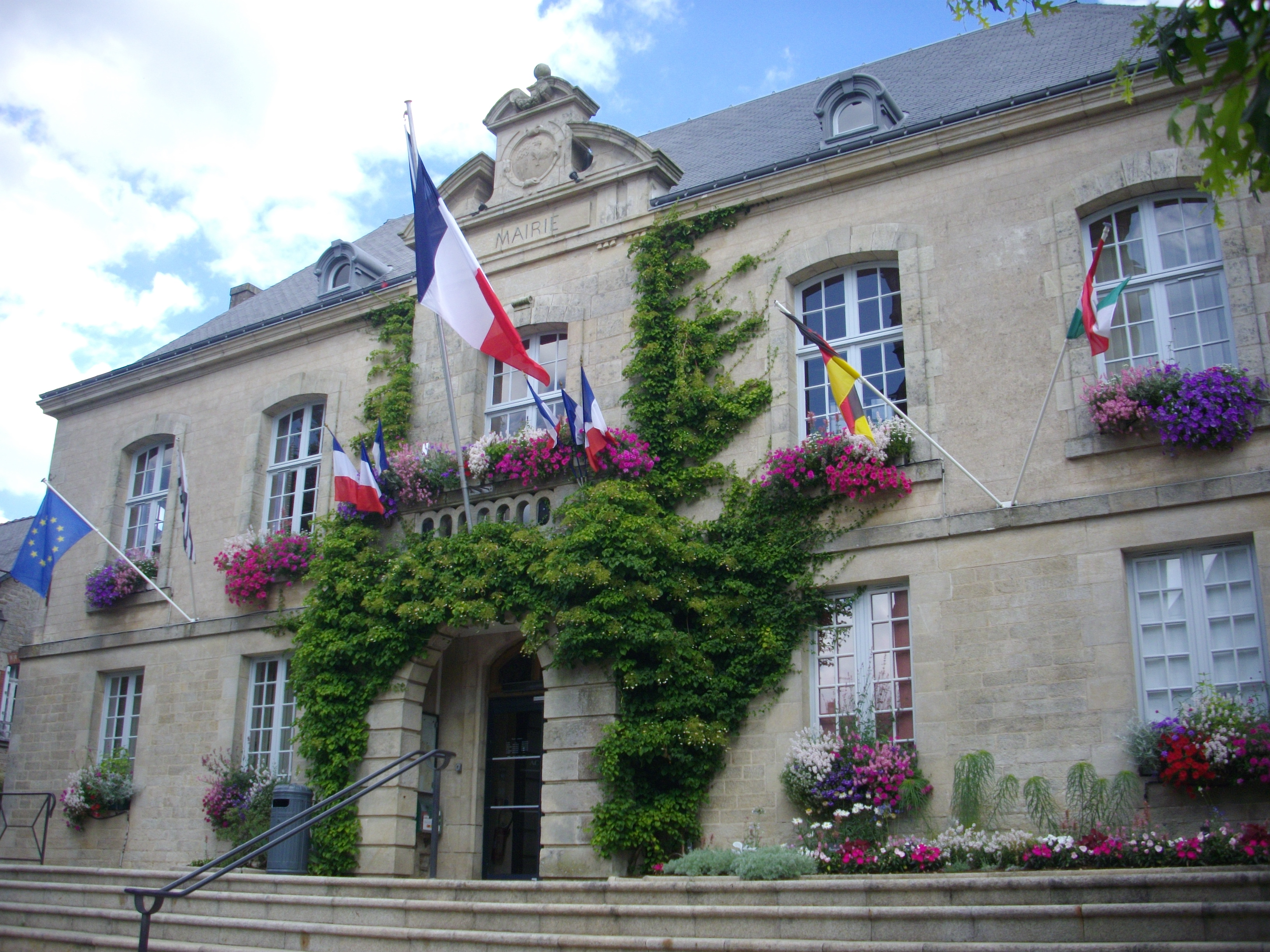
若斯兰市政厅

若斯兰的现任市长为尼古拉·雅古代先生（Nicolas JAGOUDET），他是共和党的一名成员，在2020年的市政选举中获得了63.7%的支持率。
在2022年的法国总统大选的第二轮选举中，法国第25任总统埃马纽埃尔·马克龙在若斯兰获得了61.86%的支持率。

## 人口
2022年，若斯兰市镇人口数量为2,559，在法国排名第4,339位。其中男性1,230人，女性1,305人，75岁及以上人口占15.8%，外籍人口数量为257人，人口密度为571人/平方公里，当地居民被称为（男性）或（女性）。2015至2021年间，若斯兰的人口增长率为0.3%。2022年，若斯兰境内出生20人，死亡人口93人。
| 若斯兰1901年－2022年人口变化情况 |
|                                  |
| 数据来源：Cassini、INSEE         |

## 经济
若斯兰是一个区域性的中心城市。INSEE于2020年将若斯兰划入普洛埃梅勒就业区（Zone d'emploi de Ploërmel），并又于2022年将其划入若斯兰生活区（Bassin de vie de Josselin）。截至2022年底，若斯兰市镇范围内共有活跃企业115家，其中62.6%的员工总数在9人及以下；按照产业分类，当地一、二、三产业占比分别为2.6%、13.0%和84.4%。（肉制品加工）、（大型零售）及（劳务市场）是当地2022年已公布营业额最高的三个企业，分别为317,647,204欧元、33,505,698欧元和12,979,260欧元。

## 财政与居民收入
2023年，若斯兰的财政收入总额为4,003,780欧元，财政支出总额为3,236,750欧元，当年的债务总额为389,340欧元。2023年，若斯兰市镇通过增值税获得138,740欧元的收入，此外当地还共获得了913,580欧元的国家直接财政补助。
| 若斯兰居民收入情况                               | 若斯兰居民收入情况  | 若斯兰居民收入情况  | 若斯兰居民收入情况  |
| 内容                                             | 若斯兰              | 莫尔比昂省          | 法國                |
| ------------------------------------------------ | ------------------- | ------------------- | ------------------- |
| 居民平均时薪                                     | 13.5欧元（2022年）  | 14.9欧元（2022年）  | 17欧元（2022年）    |
| 高级职员人均时薪                                 | 24.2欧元（2022年）  | 26.3欧元（2022年）  | 29.1欧元（2022年）  |
| 中级职员人均时薪                                 | 16.5欧元（2022年）  | 16欧元（2022年）    | 16.6欧元（2022年）  |
| 普通职员人均时薪                                 | 11.8欧元（2022年）  | 11.8欧元（2022年）  | 12.1欧元（2022年）  |
| 工人人均时薪                                     | 12.0欧元（2022年）  | 12.2欧元（2022年）  | 12.5欧元（2022年）  |
| 贫困率                                           | 14%（2021年）       | 11.1%（2021年）     | 14.5%（2021年）     |
| 青壮年（15至64岁）失业率                         | 11.4%（2021年）     | 10.5%（2021年）     | 10.4%（2021年）     |
| 家庭总数                                         | 1,083（2022年）     | 1,357（2022年）     | 1,160（2022年）     |
| 征税家庭数量占比                                 | 37.5%（2023年）     | 51.5%（2022年）     | 44.8%（2022年）     |
| 家庭年均纳税                                     | 2,168欧元（2023年） | 2,749欧元（2022年） | 4,481欧元（2022年） |
| 资料来源：INSEE、L'Internaute、Le Journal du Net |                     |                     |                     |

## 社会事务

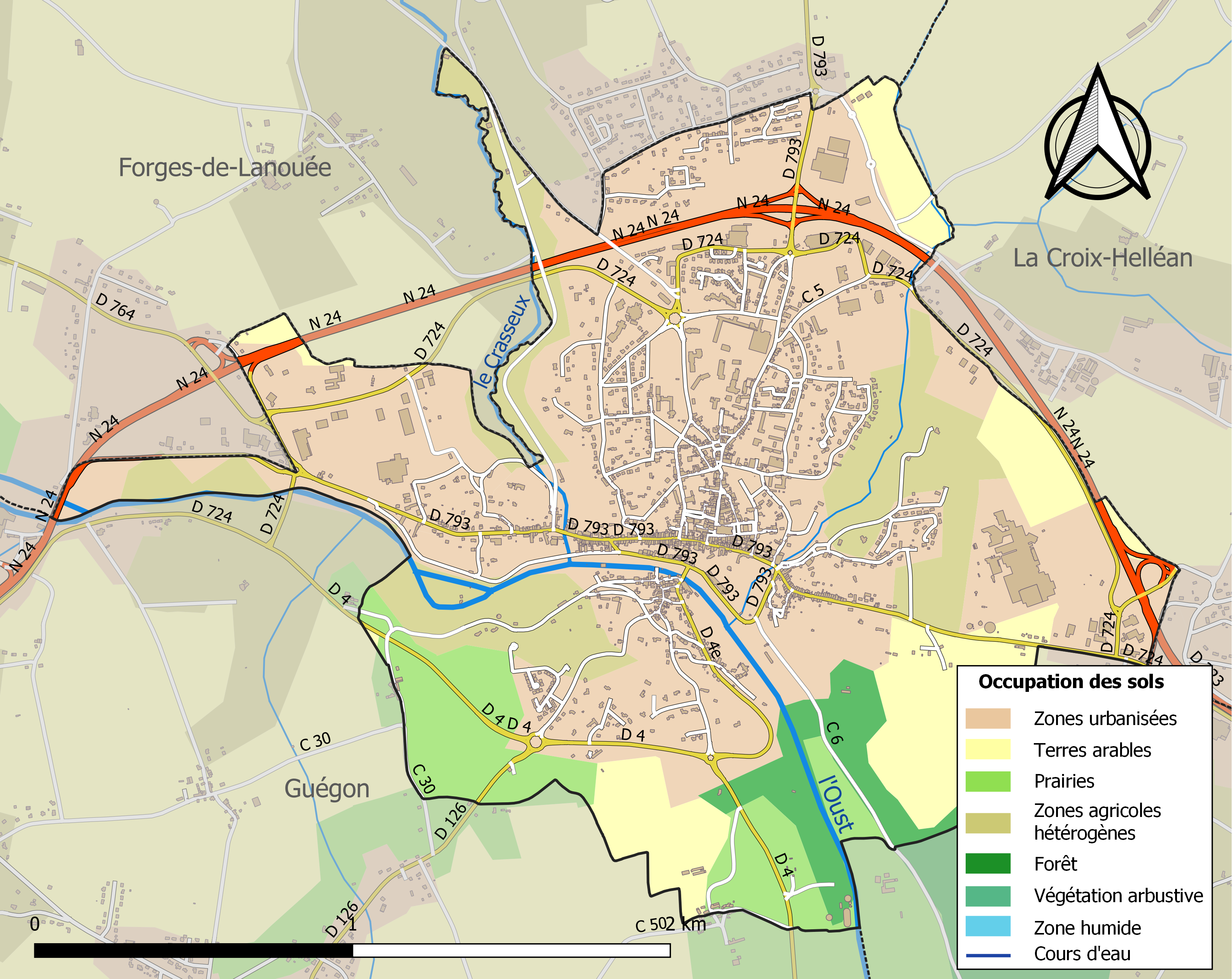
若斯兰土地利用情况地图

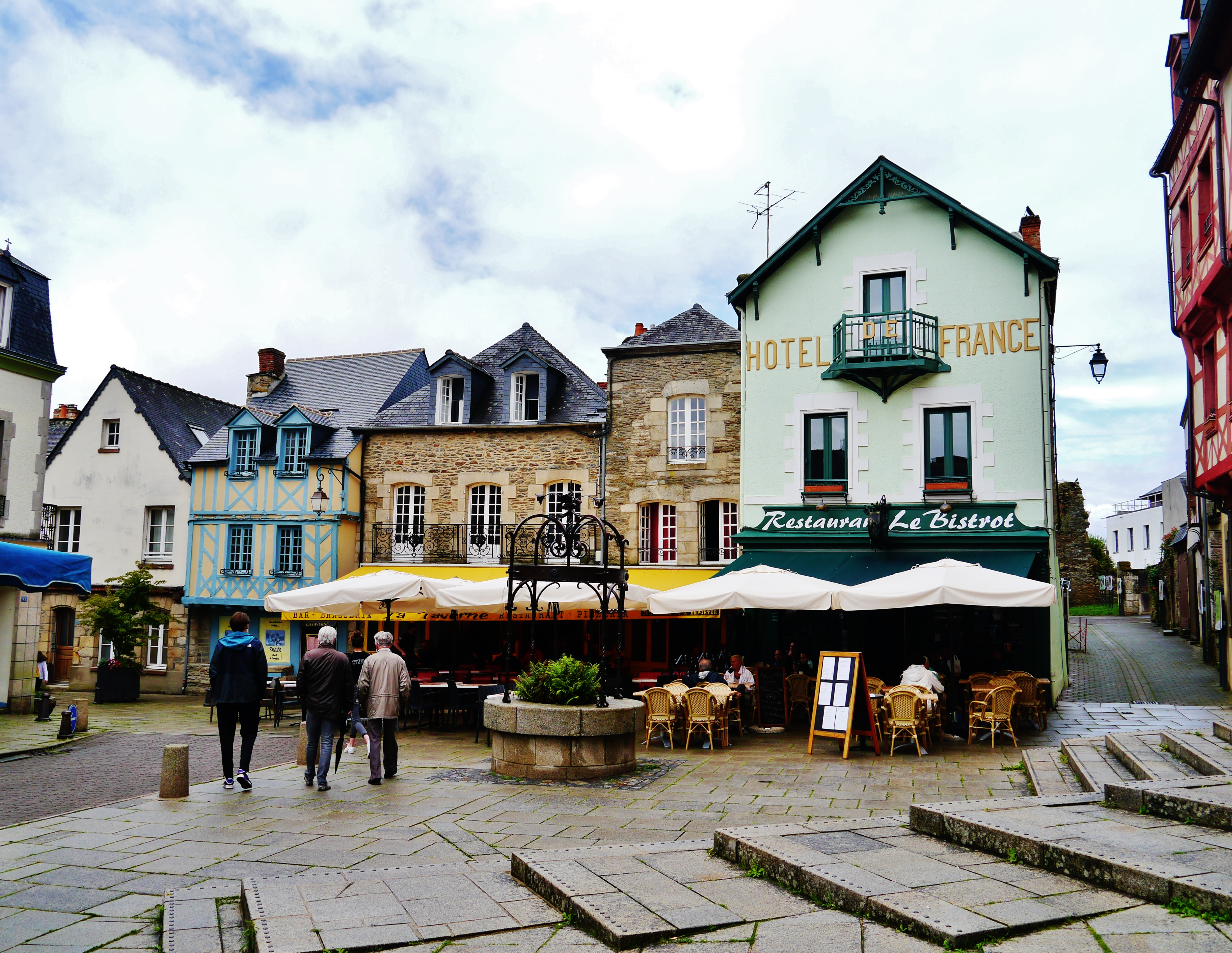
若斯兰镇中心的圣母广场

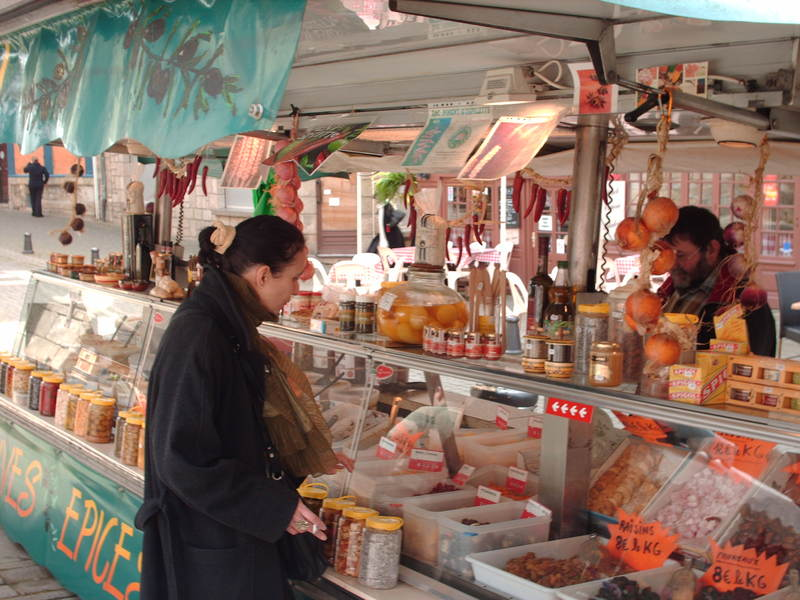
传统集市

### 教育
若斯兰属于雷恩学区。截至2023年1月1日，若斯兰境内共有2所小学、2所初级中学和1所职业高中。2022至2023学年度，若斯兰境内共有在校中等教育阶段学生493名。

### 医疗
截至2023年1月1日，若斯兰境内共有全科医生2名、保健师3名、牙医2名、护士10名、药房2家、养老院2家。
若斯兰中心医院是法国的一个区域性医疗机构，设有床位276个。
中布列塔尼中心医院距离若斯兰市区的正常车程大约35分钟，该院设有床位384个，是蓬蒂维区规模最大的公立综合性医院。

### 住房
2021年，若斯兰境内共有各类住房1,461套，其中76.0%为独立式住宅，20.5%为集中式住宅。常住房屋占若斯兰市镇范围内居民建筑总量的78.7%。2023年，若斯兰的居住税率为9.84%，不动产税率为35.28%（其中空置土地的不动产税率为38.46%）。
在住房保障政策方面，2023年，若斯兰境内共有440户家庭获得了家庭津贴补助，受益人数占总人口数量的17.2%，其中210份为房租补助。

### 商业
2021年，若斯兰境内共有各类实体商铺73家，其中餐厅20家、大型超市2家、杂货店3家、面包房4家、肉铺1家、装饰品店1家、银行门店3家、美容美发店5家、汽车维修店6家。若斯兰市区北部建有E.Leclerc和Super U购物超市。

### 体育
2023年，若斯兰境内共有4间体育馆、1座综合体育场、1处网球场、1处足球或橄榄球场以及2处篮球或排球场。
截至2025年1月，若斯兰境内共有两家注册足球俱乐部。若斯兰体育俱乐部（Club Sportif Josselinais，编号515143）是当地的代表性足球队，成立于1934年，其主队2024至2025赛季参加布列塔尼大区足球联赛丙组（法国第八级别），其主场为路易·肖沃球场（Stade Louis Chauveau）。
2021年环法自行车赛经过若斯兰。

### 环境
若斯兰的环境事务由其所属的普洛埃梅勒市镇公共社区联合各级政府协调负责。2021年，若斯兰境内共有1家污染企业。

### 治安
2021年，若斯兰市镇范围内有1处宪兵队。
2023年，若斯兰市镇范围内累计记录各类案件100起，其中盗窃类案件31起，人身侵犯类案件31起，毒品交易类案件5起。

## 文化

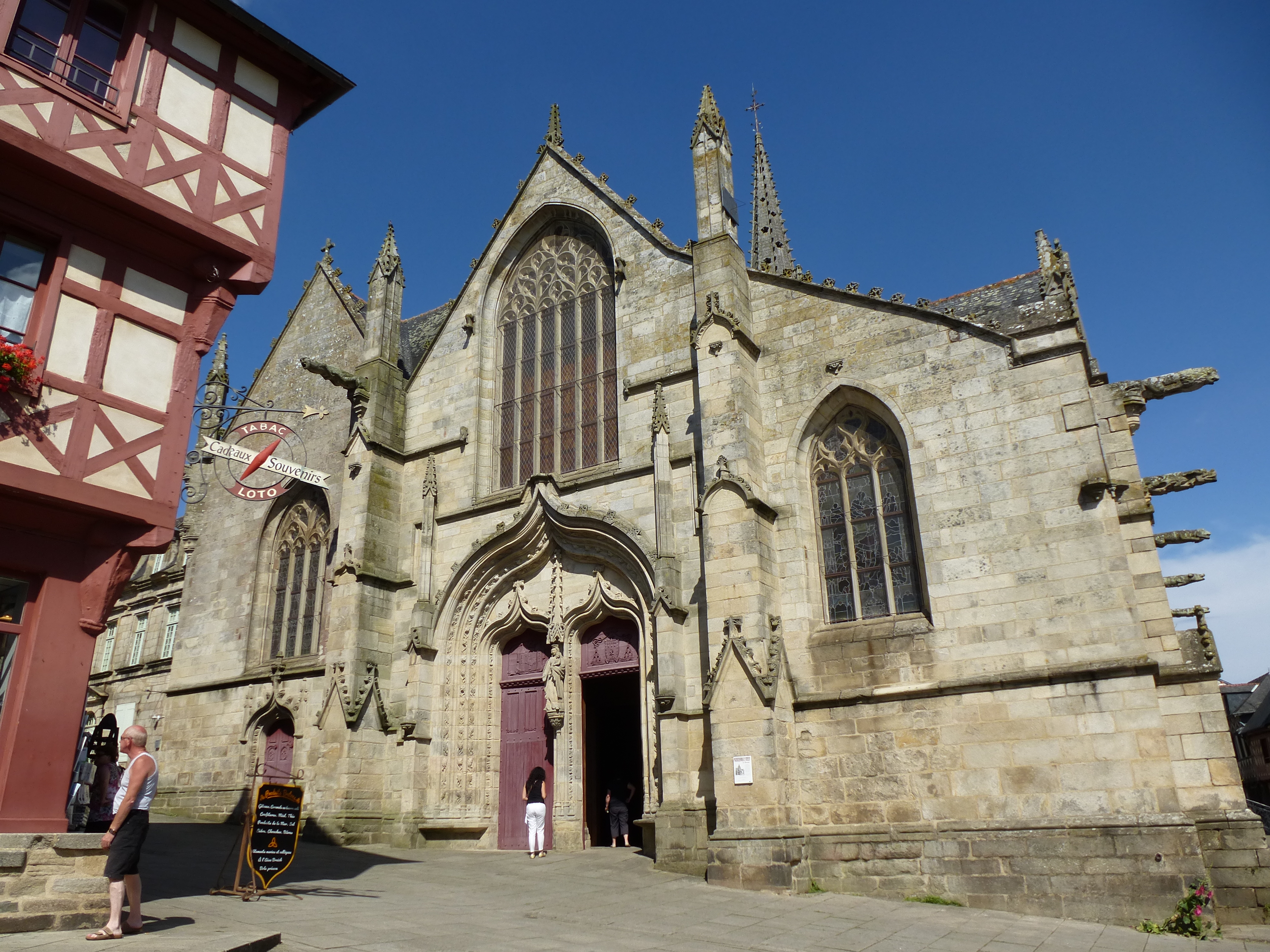
龙西耶圣母教堂

2023年，若斯兰境内共有1家电影院。若斯兰境内建有伊翁尼格·吉凯尔多媒体中心（Médiathèque Yvonig Gicquel），每周二至六向公众开放。

### 建筑
截至2025年1月，若斯兰境内共有19处建筑被列入法国国家文物保护单位，包括若斯兰城堡、龙西耶圣母大教堂、圣马丁教堂等。

### 旅游
若斯兰的旅游事务由其所属的普洛埃梅勒市镇公共社区联合各级政府协调负责。2024年，若斯兰境内共有1家酒店共计35间房间。

### 媒体
法国主要的媒体均可在若斯兰接收，法国电视三台下属的布列塔尼大区频道在部分时段播出若斯兰所在莫尔比昂省的地方新闻。南部布列塔尼电视台、Ici阿摩里卡、南莫尔比昂广播、瓦讷布列塔尼语广播等是当地主要的地方性媒体。

## 友好城市
截至2025年1月，若斯兰共与一座城市建立了友好城市关系：
- 德国 阿尔蔡